# راک اسپرینگز (وایومینگ)
راک اسپرینگز(به انگلیسی: Rock Springs) شهری در ایالت وایومینگ کشور ایالات متحده آمریکا است که جمعیت آن در سرشماری سال ۲۰۱۰ میلادی، ۲۳٬۰۳۶ نفر بوده‌است.